# Ectopimorpha hiulca
Ectopimorpha hiulca là một loài tò vò trong họ Ichneumonidae.